# Stephen White
Stephen White este un scriitor de thriller american.
1. ↑  Stephen White, MAK
2. ↑  Stephen White, CONOR.SI[*]
3. ↑  CONOR.SI[*] Verificați valoarea |titlelink= (ajutor)